# Rhamphomyia lamniferella
Rhamphomyia lamniferella är en tvåvingeart som beskrevs av Saigusa 1964. Rhamphomyia lamniferella ingår i släktet Rhamphomyia och familjen dansflugor. Inga underarter finns listade i Catalogue of Life.